# S/2017 J 2
S/2017 J 2 (Jupiter LXIII) は、木星の第63衛星である。
2017年にスコット・S・シェパードが率いる観測チームによって発見され、S/2017 J 2 という仮符号が与えられた。発見にはマゼラン望遠鏡、すばる望遠鏡、セロ・トロロ汎米天文台が用いられており、翌2018年7月17日の小惑星センターのサーキュラーで発見が報告された。その後9月25日に Jupiter LXIII という確定番号が与えられた。なお2018年時点では衛星への命名は行われていない。
S/2017 J 2 の軌道傾斜角は 166.4° で、木星の自転とは逆向きに公転する逆行衛星である。木星から2300万km前後の距離を逆行軌道で公転し、軌道傾斜角が 165° 前後の不規則衛星のグループであるカルメ群に属している。